# Louis Sandront
Constant Ferdinand Louis Joseph Sandront (Flostoy, 29 oktober 1886 - Ans, 12 augustus 1948) was een Belgisch volksvertegenwoordiger.

## Levensloop
Sandront was beroepshalve apotheker, na zijn diploma te hebben behaald in 1909 aan de Katholieke Universiteit Leuven.
Hij was nauw betrokken bij landbouworganisaties en was de hoofdredacteur van Défense agricole belge. In 1919 was hij de stichter van de Unions Professionnelles Agricoles (1919-1992).
In 1929 werd hij verkozen tot katholiek volksvertegenwoordiger voor het arrondissement Verviers en vervulde dit mandaat tot in 1946.